# سیارک ۲۴۱۳۱
سیارک ۲۴۱۳۱ (به انگلیسی: 24131 Jonathuggins، نامگذاری:1999VG65) بیست و چهار هزار و صد و سی و یکمین سیارک کشف شده‌است که در ۴ نوامبر ۱۹۹۹ کشف شد.
قدر مطلق سیارک برابر ۹.۳ است.